# Mauritius Broadcasting Corporation
Mauritius Broadcasting Corporation, nota anche con l'acronimo MBC, è l'ente radiotelevisivo pubblico di Mauritius. Trasmette da Moka e da Rodrigues in francese, creolo mauriziano, inglese, hindi, urdu, bhojpuri, tamil, telugu, marathi, cinese mandarino, cinese cantonese e cinese hakka.

## Storia
La radiofonia fu introdotta a Mauritius il 1º luglio 1944 con quella che a quel tempo si chiamava Mauritius Broadcasting Service (MBS).
Le trasmissioni televisive, invece, debuttarono a livello sperimentale l'8 giugno 1964 in virtù del decreto governativo nº 7/1964 (sarà emendato nel 1970, nel 1982 e nel 1985 per adeguarlo di volta in volta agli sviluppi tecnologici e sociali). 
Il decreto fondava la Mauritius Broadcasting Corporation (MBC), ente che riuniva sotto di sé la preesistente radio e la nascente televisione. Il lancio ufficiale del primo canale televisivo avvenne nel 1965 con una programmazione di 3 ore serali; la prima diretta fu realizzata nel 1968.
Il processo di transizione dal bianco e nero al colore iniziò nel 1973 con la conferenza della OCAMM, che si tenne al Mahatma Gandhi Institute, che fu trasmessa in diretta a colori con sistema SÉCAM. Al 1978 MBC era pienamente equipaggiata per la trasmissione di programmi a colori. 
Il secondo canale, MBC 2, fu lanciato il 30 luglio 1990; il terzo, MBC 3, divenne attivo a marzo 1996.
Nel 2005 MBC fu il primo ente radiotelevisivo pubblico in Africa a lanciare dei canali televisivi digitali terrestri. Nel 2007 completò la copertura del servizio digitale estendendolo alle isole di Rodrigues e Agalega; il 18 settembre dello stesso anno avviò anche le trasmissioni di Knowledge Channel, dedicato ai programmi didattici.
Nel 2011 l'azienda spostò la sua sede da Curepipe a Moka e a febbraio lanciò il canale televisivo MBC Digital 4, in seguito divenuto BTV. Seguirono nel 2013 Bhojpuri Channel e Senn Kreol, due reti generaliste rispettivamente in lingua creola mauriziana e in lingua bhojpuri.
Il 13 novembre 2014 esordì MBC Sat, prima TV mauriziana via satellite, rivolta ai residenti all'estero. Il 1º dicembre 2016 MBC attivò anche l'applicazione MBC Play su Google Play Store, rendendo possibile la fruizione in streaming dei suoi canali TV e radio in tutto il mondo.

## Organizzazione
MBC è finanziata al 60% da una tassa mensile addebitata nella bolletta dell'elettricità di tutti i possessori di uno o più televisori e al 40% dalla pubblicità. 
L'azienda è amministrata da un consiglio composto da sette membri ed è presieduta da un direttore generale che ha il compito di applicare la politica definita dal consiglio e di occuparsi della gestione. La società ha un organico complessivo di circa 500 persone.
Per la posizione geografica e per la Storia del Paese, la MBC aderisce a varie associazioni di radiotelevisione:
- Association des Radios et Télévisions de l’Océan Indien (ARTOI);
- Commonwealth Broadcasting Association (CBA);
- Unione Europea di Radiodiffusione (UER/EBU);
- Asian Broadcasting Union (ABU);
- South African Broadcasting Association (SABA);
- Conseil International des Radios-Télévisions d’Expression Française (CIRTEF);
- Institut national de l'audiovisuel (INA);
- Asia-Pacific Broadcasting Union

## Servizi

### Televisione
| Nome                                | Sede             | Тipo | Lancio                    | Lingua            |
| ----------------------------------- | ---------------- | --- | ------------------------- | ----------------- |
| MBC 1                               | Moka e Rodrigues | generalista | 1964                      | inglese           |
| MBC 2                               | Moka e Rodrigues | generalista |                           | inglese           |
| MBC 3                               | Moka e Rodrigues | semigeneralista (scienza e esplorazione)                                                                                     |                           | inglese           |
| BTV (precedentemente MBC Digital 4) | Moka e Rodrigues | serie televisive e altri programmi indiani provenienti da Zee TV, Star Plus, Colors TV, Sony TV, Sony SAB, &TV e Star Bharat |                           | hindi             |
| YSTV (precedentemente Sports 11)    | Moka e Rodrigues | sport |                           | inglese           |
| Ciné 12                             | Moka e Rodrigues | cinema |                           | inglese           |
| Knowledge Channel                   | Moka e Rodrigues | programmi didattici |                           | inglese           |
| Kids Channel                        | Moka e Rodrigues | programmi per bambini | chiuso il 31 gennaio 2015 | inglese           |
| Senn Kreol                          | Moka e Rodrigues | generalista |                           | creolo mauriziano |
| Bhojpuri Channel                    | Moka e Rodrigues | generalista |                           | lingua bhojpuri   |
| MBC Sat                             | Moka e Rodrigues | internazionale |                           | inglese           |
| MBC Vision                          | Moka e Rodrigues | |                           |                   |
| MBC Digital 13                      | Moka e Rodrigues | generalista |                           | lingua marathi    |
| MBC Digital 14                      | Moka e Rodrigues | generalista |                           | lingua tamil      |
| MBC Digital 15                      | Moka e Rodrigues | generalista |                           | lingua telugu     |
| MBC Digital 16                      | Moka e Rodrigues | generalista |                           | lingua urdu       |
| MBC Digital Tourisme et Culture     | Moka e Rodrigues | turismo e cultura |                           | inglese           |
| MBC Digital 18                      | Moka e Rodrigues | |                           |                   |

### Radio
| Nome                | Sede      | Тipo        | Lancio | Lingua   |
| ------------------- | --------- | ----------- | ------ | -------- |
| MBC Radio Maurice   | Moka      | generalista | 1944   | francese |
| MBC Radio Mauritius | Moka      | generalista |        | inglese  |
| MBC Best FM         | Moka      | generalista |        | inglese  |
| MBC Kool FM         | Moka      | generalista |        | inglese  |
| MBC Music FM        | Moka      | generalista |        | inglese  |
| MBC NRJ Maurice     | Moka      | generalista |        | inglese  |
| MBC Taal FM         | Moka      | generalista |        | inglese  |
| MBC Rodrigues FM    | Rodrigues | generalista |        | inglese  |
| MBC World Hit Radio | Moka      | generalista |        | inglese  |

## Ricezione

### Terrestre
La televisione di Mauritius Broadcasting Corporation trasmette in standard DVB-T HD; la radio trasmette in AM e in FM.

### Satellite[4]
| Satellite          | Eutelsat 7B                                                        |
| Posizione orbitale | 7.0° E                                                             |
| Canali             | MBC 1, MBC 2, MBC Sat, MBC Radio Maurice, MBC Kool FM, MBC Best FM |
| Frequenza          | 11444 H                                                            |
| SR                 | 3210                                                               |
| FEC                | 3/4                                                                |
| Modulazione        |                                                                    |

### Streaming
Mauritius Broadcasting Corporation in streaming